# Livio Garzanti
Livio Garzanti (Milano, 1º luglio 1921 – Milano, 13 febbraio 2015) è stato un editore e scrittore italiano.

## Biografia
Figlio unico di Aldo Garzanti, industriale chimico, e di Sofia Ravasi, francesista e grande esperta della poesia leopardiana, Livio Garzanti nacque a Milano il 1º luglio 1921. Il nome Livio, ereditato dal nonno paterno, è legato alla città di origine del padre, Forlì, fondata dai romani con il nome Forum Livii. Nel 1938 il padre rilevò la Fratelli Treves, una delle più importanti case editrici italiane dell'epoca, alla quale l'anno dopo dovette cambiare nome, in ottemperanza alle leggi razziali fasciste (i Treves erano ebrei), conservandone comunque la marcata impronta letteraria.
Fu arruolato durante la Seconda guerra mondiale come tenente dell'esercito. Dopo l'8 settembre 1943 riparò in Svizzera. Condivise una piccola stanza con un altrettanto giovane Giorgio Strehler. I due esuli fecero amicizia. Laureatosi in filosofia con Antonio Banfi, dalla fine degli anni 1940 Livio Garzanti diresse L'Illustrazione Italiana, una tra le più prestigiose riviste culturali del tempo. Nel 1952 ereditò dal padre la guida della casa editrice Garzanti, che mantenne fino al 1995, quando fu venduta dapprima alla UTET di Torino e poi congiuntamente al Gruppo Messaggerie, che oggi ne possiede il marchio.
Nel 1954 sposò in prime nozze Orietta Sala, da cui nel 1957 ebbe il figlio Eduardo, geologo e professore ordinario di bacini sedimentari all'Università di Milano Bicocca. Dopo il divorzio, avvenuto nel 1974, contrasse un secondo matrimonio con la scrittrice e politica Gina Lagorio. Dopo la morte di lei, avvenuta nel 2005, si sposò in terze nozze con Louise Michail.
Morì a Milano il 13 febbraio 2015 all'età di 93 anni.

### Attività editoriale
Ultima grande figura dell'epoca degli editori di cultura del dopoguerra alla guida di case editrici che si identificavano con i loro fondatori ed erano un mix tra lavoro artigianale e industriale, Livio Garzanti viene ricordato come un imprenditore abile e imprevedibile, che si muove tra alta cultura e divulgazione di qualità.
Negli anni 1950, quando la moderna editoria puntava su romanzieri di talento che raccontassero la situazione sociale del tempo, Livio Garzanti lanciò capolavori come Ragazzi di vita di Pier Paolo Pasolini e Quer pasticciaccio brutto de via Merulana di Carlo Emilio Gadda. Fu l'editore di Mario Soldati, Paolo Volponi e Claudio Magris. Nella prestigiosa collana «Poesia» pubblicò Sandro Penna, Mario Luzi, Giorgio Caproni ed Attilio Bertolucci. Goffredo Parise si ispirò a lui per il protagonista del romanzo Il padrone (1965).
Accanto a una redditizia produzione di testi scolastici (e parascolastici), manualistica e grandi dizionari d'inglese, francese e italiano, realizzati interamente in redazione, la presidenza di Livio Garzanti si caratterizzò per l'avvio di imprese editoriali di grande rilievo, come l'Enciclopedia universale (1962), la Letteratura italiana di Emilio Cecchi e Natalino Sapegno (1965-69) e la Storia del pensiero filosofico e scientifico di Ludovico Geymonat. Altra grande iniziativa che diede lustro alla casa editrice furono le opere di divulgazione di alta gamma, come le celebri Garzantine, serie di enciclopedie tematiche di agile consultazione. 
A questi grandi progetti culturali alternò la pubblicazione di opere più orientate al mercato, dai romanzi di grande avventura di Michael Crichton, ai best seller internazionali come Colazione da Tiffany di Truman Capote o Love story di Erich Segal. Nel 1979 pubblicò il saggio Innamoramento e amore di uno sconosciuto Francesco Alberoni, che diventò anch'esso un bestseller. Numerose seguirono negli anni le fortunate iniziative curate direttamente dall'editore, tra cui i «Grandi Libri», dedicata ai classici della letteratura, gli «Elefanti», tascabili di narrativa e saggistica, e da ultimo i «Coriandoli», brevi opere letterarie o saggistiche. Il suo più grande contributo e capolavoro editoriale fu però l'«Enciclopedia Europea», varata nel 1971 e destinata alla vendita rateale, la cui solidità culturale rimane come un monumento dopo che l'avvento del digitale decretò la fine dell’epoca delle grandi opere su carta.
Verso la fine degli anni 1980, quasi a coronamento della sua attività editoriale, incaricò Tullio Pericoli di celebrare le figure e i momenti più rilevanti della storia della casa editrice affrescando la sala progettata originariamente da Gio Ponti, al piano terreno della sede storica della casa editrice in Via della Spiga 30 a Milano. Livio Garzanti, attraverso un paravento di pagine, vi fa appena capolino.

## Opere filantropiche
Meno nota, ma assai rilevante, fu l’attività filantropica di Livio Garzanti, dedito al sostegno di iniziative di grande rilievo come Emergency, il Gruppo Abele e Vidas, con costante e minuta attenzione  per chi era nel bisogno. Nel 1986 istituì la Fondazione Ravasi – nel ricordo della madre – impegnandola in un progetto di sostegno alle famiglie con ammalati di Alzheimer.
Alla sua morte dispose come lascito la parte più consistente del suo patrimonio, costituita dal palazzo della storica sede della casa editrice in Via Spiga 30, alla Fondazione, estendendone la missione al supporto della popolazione anziana di Milano e territori limitrofi. Dal 2018 l’istituzione ha preso il nome di Fondazione Ravasi Garzanti.

## Opere
Livio Garzanti fu autore di romanzi e racconti: 
- L’amore freddo (1980),
- Una città come Bisanzio (1985)
- La fiera navigante (1995).
- Amare Platone (2006), un'originale e profonda rilettura del Fedro, segnò il suo ritorno all'originale formazione filosofica.